# 阪上和子
阪上 和子（さかがみ かずこ〔本名：小坂部和子〕、1940年5月21日 - ）は、東京都出身の日本の女優。劇団青年座所属。身長160 cm。体重50 kg。血液型はB型。

## 略歴
1959年に昭和学院高等学校を卒業。1962年に俳優座附属俳優養成所を11期生として卒業し、同年4月より劇団青年座所属。1973年、劇団青年座公演「写楽考」及び現代劇センター公演「カンガルー」にて紀伊國屋演劇賞個人賞を受賞。

## 人物
趣味は散歩、旅行。
特技は長唄、三味線。

## 出演

### 映画
- 「河 あの裏切りが重く」（1967年8月31日） - ケロイドの娘 役
- 「ゲロッパ!」（2003年8月16日）
- 「彼岸島」（2010年1月9日）
- 「種まく旅人〜みのりの茶〜」（2012年3月17日）

### テレビドラマ

#### NHK
- 「事件記者」
  - 第371話「手錠」（1965年9月21日）
  - 第391話「逆転」（1966年2月8日）
- 大河ドラマ「草燃える」第40話・第41話（1979年10月7日・10月14日） - 侍女 役
- 連続テレビ小説「はね駒」第56話（1986年6月10日） - 菊子の母 役
- 「デュアル・ライフ 危険な愛の選択」（1999年2月20日 - 3月27日、NHK BS2）
- 「理想の生活」第10話（2005年10月21日）
- 「ぼんくら2」第1話・第2話・第4話 - 最終話（2015年10月22日・10月29日・11月12日 - 12月3日） - おしま 役

#### 日本テレビ
- 木曜ゴールデンドラマ「誘拐! 脅迫!」（1983年9月29日）
- 火曜サスペンス劇場
  - 「浅見光彦ミステリー」
    - 第4作「美濃路殺人事件」（1988年9月13日） - 沢口恭子 役
    - 第5作「越後路殺人事件」（1989年1月17日） - 西田芳枝 役
    - 第7作「備後路殺人事件」（1990年1月16日） - 小野 役

  - 「吉備路殺人事件」（1989年5月23日）
  - 「婚約解消殺人事件」（1989年6月13日）
  - 「下弦の月」（1990年3月27日）
  - 「朝もやの中に街が消える」（1991年3月5日）
  - 「朝比奈周平ミステリー」
    - 第1作「出雲路殺人事件」（1991年3月26日） - 講演会のスタッフ 役
    - 第3作「丹後路殺人事件」（1992年4月21日） - 行商のおばさん 役

  - 「松本清張作家活動40年記念スペシャル・ゼロの焦点」（1991年7月9日） - 漁婦 役
  - 「不在証明」（1991年11月26日）
  - 「地方記者・立花陽介」
    - 第1作「伊豆下田通信局」（1993年5月25日） - 修善寺虹の郷従業員 役
    - 第2作「伊賀上野通信局」（1993年10月19日） - 末吉 役
    - 第4作「青梅奥多摩通信局」（1994年9月27日） - 料理屋 役
    - 第5作「米沢蔵王通信局」（1995年3月21日） - 笹野民芸館店員 役
    - 第20作「佐渡両津通信局」（2003年4月22日） - 加茂湖漁業協同組合 役

  - 「弁護士・高林鮎子」第13作（1993年9月14日）
  - 「わが町」
    - 第3作「「たか子を殺す」警察に届いた不敵な挑戦状」（1993年10月12日） - 大輝の母 役
    - 第5作「勝てば天国負ければ地獄! 幼児誘拐犯VS刑事達」（1994年10月4日） - 橋本 役
    - 第6作「命を粗末にする超ムカつく若者たちの理由なき犯罪」（1995年10月31日） - 君塚 役
    - 第10作「結婚祝いで届いた毒グモは8年前に急死した男からの贈り物」（1998年3月17日） - 満夫の妻 役

  - 「恋文」（1994年6月21日）
  - 「盲人探偵・松永礼太郎」第5作（1995年9月19日）
  - 「いのち」（1998年7月21日）
  - 「指名手配」
    - 第1作「青森県八戸市、人口24万5千人、その中からたった1人の逃亡者を探し出せ！」（1998年11月24日） - 古田 役
    - 第3作「夫の工務店から5000万盗んだ妻、7年ぶりに現れて残したウサギの折り紙」（2000年8月1日） - 定食屋の女将 役

  - 「警部補 佃次郎」第8作（1999年7月27日） - 藤岡の小谷の近所 役
  - 「臨床心理士」第3作『母の血色のルビーが招いた密室殺人』（2001年5月29日） - 婦長 役
  - 「だます女だまされる女」第4作（2002年5月21日）
  - 「下町・銭湯騒動記」第4作（2004年2月17日）
  - 「監察医・室生亜季子」第35作（2004年11月9日） - 丸岡アサ 役
- 「刑事貴族3」第5話（1992年5月29日）
- 「ストレートニュース」第3話（2000年10月25日） - 木村 役
- 「フレーフレー人生!」第3話・第6話・第8話（2001年7月16日・8月6日・8月20日）
- 「30分だけの愛」（2014年1月2日）

#### TBS
- 「ありがとう 第1シリーズ」第17話（1970年10月22日） - 着付師 役
- 東芝日曜劇場「父ちゃん」（1972年10月22日）[5]
- 「Gメン'75」
  - 第134話「移動交番爆破事件」（1977年12月10日） - 簡易宿泊所の管理人 役
  - 第153話「魚の戦争」（1978年4月29日）
  - 第224話「九月の海から出てきた女の手首」（1979年9月15日）
  - 第241話「囚人護送」（1980年1月12日） - 三沢の母 役
  - 第246話「女子大学入試殺人事件」（1980年2月16日）
  - 第289話「裸の女囚たち」（1980年12月13日） - 刑務官 役
- 「噂の刑事トミーとマツ 第1シリーズ」第6話（1979年11月21日） - 花村 役
- 「野々村病院物語」
  - 「野々村病院物語」第1話 - 最終話（1981年5月12日 - 11月3日） - 大久保貞代 役
  - 「野々村病院物語II」第20話（1983年3月15日）
- 「外科医 城戸修平」第5話（1983年6月7日）
- 「看護婦日記 パートI」（1983年8月16日 - 12月27日） - 深井すみれ 役
- 「だまし絵の女」（1988年2月15日 - 2月18日）
- ドラマチック22「絶唱 花嫁の亡骸を抱いて、許されぬ恋の名作」（1990年12月22日）
- 月曜ドラマスペシャル → 月曜ミステリー劇場 → 月曜ゴールデン → 月曜名作劇場
  - 「三浦海岸魚河岸物語」（1991年10月21日）
  - 「湯けむり仲居純情日記」第4作（1994年12月5日）
  - 「浅見光彦シリーズ」
    - 第3作「隅田川殺人事件」（1995年4月24日） - 津田浩子 役[6]
    - 第9作「天河伝説殺人事件」（1997年10月6日）[7]

  - 「保険調査員 しがらみ太郎の事件簿」第1作（1996年2月5日） - 長沼加代子 役[8]
  - 「プロデューサー麻生一平の事件ファイル」（1998年12月14日）
  - 「名探偵・金田一耕助シリーズ」第28作（2000年10月30日） - オキミ 役[9]
  - 「世直し公務員ザ・公証人」第3作（2003年7月7日） - 特別養護老人ホーム「暁星苑」職員 役
  - 「十津川警部シリーズ」第31作（2004年3月29日） - 中村すみ江 役[10]
  - 「パートタイム裁判官」第1作（2005年1月31日） - 主婦 役
  - 「弁護士高見沢響子」第10作（2009年10月19日） - 田村 役
  - 「ミステリー作家・朝比奈耕作シリーズ」第2作（2018年3月12日） - 祈祷師 役
- 「おとなの選択」第1話・第2話（1992年1月10日・1月17日）
- 「眠れない夜をかぞえて」第6話（1992年5月21日）
- 「お見合いの達人」（1994年4月25日 - 6月10日） - 矢島朝子 役
- 「おかみ三代女の戦い」（1995年1月12日 - 3月23日）
- 「理想の上司」 第2話（1997年4月20日）- 岩田 役  [11]
- 「水戸黄門 第27部」第19話（1999年7月26日） - お兼 役
- 「ディア・フレンド」（1999年11月29日）
- 「黄昏流星群 星のレストラン」（2002年4月28日、BS-TBS） - 種田陽子 役
- 「ママ!アイラブユー」第7話・第8話・第24話（2005年12月6日・12月7日・2006年1月5日）
- 「ママはバレリーナ」第6話・第7話・第21話・第25話（2005年12月26日・12月27日・2006年1月23日・1月27日）

#### フジテレビ
- 金曜女のドラマスペシャル → 男と女のミステリー → 金曜エンタテイメント → 金曜プレステージ → 赤と黒のゲキジョー
  - 「跳びおりる」（1987年1月30日）
  - 「おふくろシリーズ」第5作（1989年5月6日）
  - 「片岡鶴太郎の金田一耕助シリーズ」第1作（1990年9月28日）
  - 「赤い霊柩車シリーズ」第2作（1993年6月4日） - 和美の母 役
  - 「おばさんデカ 桜乙女の事件帖」
    - 第2作「残された謎の遺書…」（1995年5月26日） - 渡辺元子 役
    - 第5作「名門着付け教室殺人事件! 空いたビール缶と不揃いの靴…危険な情事の生んだ巧妙な仕掛け」（1997年3月28日） - あおい着物スクール講師 役
    - 第8作「超人気主婦刑事の名推理が密室殺人の謎を解く… 詐欺商法が招く憎悪の連続殺人に米国帰りの女刑事も驚天」（2000年3月31日） - 主婦 役

  - 「ゴミ事件弁護士 梅木桃子の六法全書」（1997年2月28日）
  - 「おんせんデカ 修善寺温泉駐在日記」（1999年11月26日） - みどり 役
  - 「夏樹静子ミステリー アリバイの彼方に」第4作（2005年11月11日）
  - 「ねじれた絆 赤ちゃん取り違え事件 42年の真実」（2013年10月11日）
  - 「銭女」（2014年4月11日） - 近所の住人 役
  - 「ナースのお仕事 離島編」（2014年10月31日）
- 「熱っぽいの!」第2話（1988年4月21日）
- 世にも奇妙な物語「殺人者は後悔する」（1990年6月7日）
- 「逃亡者」第1話（1992年7月1日）
- 「GTO」第11話（1998年9月15日） - 藤堂の部下 役
- 「氷の世界」第1話（1999年10月11日）
- 「はるちゃん」（1996年9月30日 - 12月27日） - 松子 役
- 「真実一路」第21話・第23話 - 第26話・第33話・最終話（2003年10月28日・10月30日 - 11月4日・11月13日・12月26日） - ミモザ…のママ 役
- 「雨と夢のあとに」第5話（2005年5月13日） - 梅津信子 役
- 「契約結婚」第1話（2005年7月4日）
- 「遅咲きのヒマワリ〜ボクの人生、リニューアル〜」第1話 - 第3話・第5話（2012年10月23日 - 11月6日・11月20日） - 市川芳子 役
- 「テッパチ!」第7話（2022年8月17日） - 光代 役

#### テレビ朝日
- 「特別機動捜査隊」第285話（1967年4月12日） - 峯子 役
- 「特捜最前線」
  - 第35話「乳児誘拐・消えた女の顔」（1977年11月30日）
  - 第89話「パトロール婦警狙撃事件!」（1978年12月13日）
- ドラマ・人間「イエスの方舟事件」（1981年7月13日）
- 土曜ワイド劇場
  - 「ねらわれた社長一族」（1985年2月16日）
  - 「考古学者シリーズ」第4作（1985年7月13日）
  - 「辻真先の婚約旅行殺人事件シリーズ」第3作（1987年7月25日）
  - 「牟田刑事官事件ファイル」
    - 第7作「奥浜名湖女たちの危険なプレイ」（1987年11月7日）
    - 第24作「阿波鳴門うず潮の殺意」（1998年1月24日） - 真奈美のアパート管理人 役

  - 「聖夜の逃亡者」（1994年12月24日）
  - 「おばはん刑事!流石姫子」第7作（2002年9月7日） - 真奈美の母 役
  - 「100の資格を持つ女〜ふたりのバツイチ殺人捜査〜」第5作（2011年10月15日） - 時枝 役
  - 「デパート仕掛け人!天王寺珠美の殺人推理」第8作（2015年3月21日） - 大家 役
- 「どうぶつ通り夢ランド」第18話（1987年2月1日）
- 「花の図鑑」（1988年1月1日）
- 「さすらい刑事旅情編III」第6話（1990年11月14日）
- 「七人の女弁護士 第3シリーズ」第9話（1993年3月4日）
- 「危険な恋・ビオラの女」最終話（1993年8月3日）
- 「新空港物語」第3話（1994年1月20日）
- 「はぐれ刑事純情派」
  - 「はぐれ刑事純情派 第7シリーズ」第17話（1994年7月27日） - 近所の女 役
  - 「はぐれ刑事純情派 第10シリーズ」第8話（1997年5月21日）
  - 「はぐれ刑事純情派 第12シリーズ」第24話（1999年9月8日） - 岡田富子 役
  - 「はぐれ刑事純情派 第13シリーズ」第22話（2000年8月30日） - 野中和江 役
  - 「はぐれ刑事純情派 第16シリーズ」第8話（2003年5月21日） - 大迫勝江 役
  - 「はぐれ刑事純情派 第17シリーズ」第4話（2004年7月28日） - 岩佐佐紀子 役
  - 「はぐれ刑事純情派 ファイナル」第6話（2005年5月25日） - 島本勝子 役
- 「赤ひげ」（1997年10月11日） - おけい 役
- 「透明少女エア」第2話（1998年3月1日）
- 「はみだし刑事情熱系」
  - 「はみだし刑事情熱系 PART4」第23話（2000年3月22日）
  - 「はみだし刑事情熱系 PART5」第21話（2001年3月7日） - 畑中登志子 役
- 「復讐のダイヤモンド」（2006年3月18日）
- 「警視庁失踪人捜査課」第3話（2010年4月30日） - 宏美の母 役
- 「京都地検の女 第6シリーズ」第4話（2010年11月4日） - 老女 役
- 「相棒 season12」第5話（2013年11月13日） - 大家 役
- 「TEAM -警視庁特別犯罪捜査本部-」第2話（2014年4月23日）
- 「刑事110キロ 第2シリーズ」第5話（2014年5月29日） - 良枝 役
- 「最強のふたり〜京都府警 特別捜査班〜」第1話（2015年7月16日） - 矢島せい 役
- 「特捜9 season1」第4話（2018年5月2日） - 三好節子 役

#### テレビ東京
- 「隠密・奥の細道」第5話（1988年11月10日）
- 「私は女引越し屋」第2作（1998年5月21日）
- 女と愛とミステリー → 水曜ミステリー9
  - 「金沢能登殺人周遊」（2002年4月7日） - 素子 役
  - 「旅行作家・茶屋次郎」第2作（2002年6月5日） - 敏江の隣家の主婦 役
  - 「篝警部補の事件簿」第2作（2004年5月19日） - 主婦 役
  - 「去りゆく日に」（2009年2月25日） - ホルモン屋のおかみ 役
  - 「密会の宿」第10作（2013年8月7日） - 母 役
  - 「落としの鬼 刑事 澤千夏」第2作（2013年12月11日） - おばちゃん 役
- 「僕らプレイボーイズ 熟年探偵社」第2話（2015年7月24日） - 岸谷雅江 役

### 特撮
- メタルヒーローシリーズ「宇宙刑事シャイダー」第9話（1984年5月4日、テレビ朝日）
- 東映不思議コメディーシリーズ（フジテレビ）
  - 「もりもりぼっくん」第23話（1986年9月7日） - 母親 役
  - 「有言実行三姉妹シュシュトリアン」第20話（1993年5月23日） - 金光富子 役

### その他
- 「ニュードキュメンタリードラマ昭和 松本清張事件にせまる」第1回（1984年4月12日、テレビ朝日）
- 「マジカル頭脳パワー!! マジカルミステリー劇場」第1回（1990年10月27日、日本テレビ） - 海津和子 役
- 「痛快TV スカッとジャパン」（フジテレビ）
  - 第152回「試着室で騒ぐモンスター」（2019年1月14日）
  - 第157回「身近にいた! 大迷惑なサイテー女」（2019年2月18日）
  - 第162回「寿司屋で客に文句を言うムカッとばあちゃん」（2019年4月15日）
  - 第173回「カラオケ店のVIPぶる女」（2019年7月15日）
  - 第188回「モンスター入院患者VS看護師長」（2020年1月13日）
  - 第218回「優しい女性の意外な正体!」（2020年9月28日）
  - 第231回「ウソをついて席を奪うおばさんに…」（2021年2月8日）

### 吹き替え
- 「オデュッセイア/魔の海の大航海」（1997年、エウリュクレイア）
- 「ロスト・サン」（2000年7月15日）

### 舞台
- 「写楽考」
- 「三文オペラ宮城野」
- 「桜姫東文章」
- 「クリスマス狂騒曲」
- 「モロッコの甘く危険な香り」